# دانيال إيفرسن
دانيال إيفرسن (بالدنماركية: Daniel Iversen) هو لاعب كرة قدم دنماركي، ولد في 19 يوليو 1997 في الدنمارك في مملكة الدنمارك. شارك مع منتخب الدنمارك تحت 21 سنة لكرة القدم. أما مع النوادي، فقد لعب مع ليستر سيتي.

## وصلات خارجية
- دانيال إيفرسن على موقع الاتحاد الأوربي (الإنجليزية)
- دانيال إيفرسن على موقع قاعدة بيانات كرة القدم.إي يو (الإنجليزية)
- دانيال إيفرسن على موقع Soccerbase.com (لاعب) (الإنجليزية)
- دانيال إيفرسن على موقع Soccerway.com (الإنجليزية)
- دانيال إيفرسن على موقع عالم كرة القدم.نت (الإنجليزية)